# Анисимов, Виктор Васильевич (теннисист)
Виктор Васильевич Анисимов  (род. 27 декабря 1934) — русский и украинский теннисист, тренер по теннису. Заслуженный тренер Украинской ССР. Почётный мастер спорта СССР.

## Биография
Родился в 1934 году. Родом из Ростова-на-Дону. Там же начал играть в теннис в возрасте тринадцати лет. Первый тренер — И. Шур.
Выступал за ДСО «Спартак» (1951—68) и «Динамо» (1969—80). Выступал и работал в городах Ростов-на-Дону (1947—61, 1969—74), Калининград (1962—68), Киев (с 1974). Пятикратный чемпион РСФСР среди юношей в одиночном (1951-52), парном (1950) и смешанном (1951—52) разрядах. Чемпион СССР среди юношей в миксте (1952) и среди молодежи в одиночном разряде до 20-ти лет (1953).
Финалист чемпионатов СССР в паре (1957—58), бронзовый призёр чемпионатов в одиночном разряде и в паре (1959). Победитель Всесоюзных зимних соревнований в паре (1959) и миксте (1958), бронзовый призёр в одиночном разряде (1958—59) и серебряный — в миксте (1961). Чемпион ВЦСПС в паре (1965). 27-кратный чемпион РСФСР в одиночном (1953—54, 1956, 1958—60, 1962, 1963—64 — зима, 1966), парном (1954, 1956, 1958—60, 1963—64 лето и зима, 1964, 1966) и смешанном (1950, 1956, 1958—60, 1964 — зима) разрядах; абсолютный чемпион (1956, 1958-60, 1964 — зима). Чемпион ЦС «Спартак» в одиночном (1961, 1967) и парном (1961) разрядах. Финалист международного турнира в Бухаресте (1957) в паре и миксте. Победитель открытых чемпионатов Эстонии в паре (1960, 1963) и миксте (1963). Входил в десятку сильнейших теннисистов СССР (1955—63, лучшее место — пятое: 1955, 1957, 1959). Считался теннисистом универсального плана игры.
Играл в паре с Рудольфом Сивохиным.
После окончания выступлений перешёл на тренерскую работу. Окончил Ростовский государственный педагогический институт. Старший тренер спортивной школы молодежи Калининградской области (1962—68), Ростовского областного совета «Динамо» (1969—74), сборной команды Украинской ССР (1974—78). Тренер Киевской городской (1978—87) и Республиканской (1987—92) школ высшего спортивного мастерства. С 1994 года работает в Хорватии: тренер теннисных клубов «Стобрек» (Сплит; 1994—97) и города Вараждин (с 1997).
Среди его подопечных — Е. Бобоедов, В. Егоров, М. Крошина, мастера спорта СССР Ю. Васильева, Г. и Н. Авдеевы, Ю. Павлов, А. Семин. Также подготовил множество чемпионов Хорватии среди юношей и девушек.